# علف تنک
علف تنک (نام علمی: Halodule) نام یک سرده از تیره گاودریایی‌علفان است.